# Piermarco Cannarsa
Piermarco Cannarsa (Roma, 21 febbraio 1957) è un matematico italiano.
I suoi interessi scientifici comprendono l'analisi funzionale, le equazioni alle derivate parziali e la teoria dei controlli. Insieme a  Carlo Sinestrari ha scritto il primo testo che si è occupato sistematicamente ed esaurientemente delle funzioni semiconcave.

## Biografia
Si è laureato in Matematica nel 1979 presso l'Università di Pisa essendo stato allievo della Scuola Normale Superiore.
Ha iniziato la carriera accademica nel 1985 come ricercatore all'Università degli Studi di Roma Tor Vergata per poi divenire professore associato all'Università di Pisa nel 1988.
Nel 1990 è tornato a Tor Vergata come professore ordinario di Analisi matematica che insegna tuttora insieme a Introduzione all'analisi funzionale. In passato è stato anche coordinatore del dottorato di ricerca in Matematica.
È membro del Collegio dei Docenti del Ph.D. in Mathematics of Natural, Social and Life Sciences del Gran Sasso Science Institute.

### Incarichi
Dal 1999 al 2007 è stato vicepresidente dell'INdAM e membro del comitato scientifico e poi del consiglio scientifico fino al 2015.

È stato eletto membro della commissione scientifica dell'UMI per il triennio 2012-2015.

È stato eletto Presidente dell'UMI per il triennio 1 Giugno 2018 - 31 Maggio 2021.

## Opere
- Semiconcave functions, Hamilton-Jacobi equations, and optimal control, con Carlo Sinestrari, Boston, Birkhäuser, 2004. ISBN 0-8176-4084-3/hbk, ISBN 0-8176-4336-2/pbk.[1]
- Lecture notes on Dynamic Optimization, con Elena Giorgieri e Maria Elisabetta Tessitore, Roma, TeXmat, 2004. ISBN 8888748067.
- Introduzione alla teoria della misura e all'analisi funzionale, con Teresa D'Aprile, Milano, Springer, 2008. ISBN 978-88-470-0701-7.
- Geometric control and nonsmooth analysis, curatela con Fabio Ancona, Alberto Bressan, Francis Clarke e Peter R. Wolenski, Hackensack (New Jersey), World Scientific Publishing, 2008. ISBN 978-981-277-606-8.
- New trends in direct, inverse, and control problems for evolution equations Cannarsa, Piermarco (ed.); Cavaterra, Cecilia (ed.); Favini, Angelo (ed.); Lorenzi, Alfredo (ed.); Rocca, Elisabetta (ed.) Discrete Contin. Dyn. Syst. Ser. S, Vol. 4, No. 3, 2011. ISSN 1937-1179 (online).